# Oš
Oš (kyrgyzsky Ош) je samosprávně město v Kyrgyzstánu ležící ve Ferganské kotlině. Po Biškeku se jedná o druhé největší město Kyrgyzstánu a je označováno za „hlavní město jihu“.
Ve městě žije přibližně 353 tisíc obyvatel různých etnických skupin – zejména Kyrgyzů, Uzbeků, Rusů a Tádžiků a dalších menšin.
Při etnických nepokojích v roce 2010 byli Uzbeci z města vyhnáni a většina města zničena. Svědci a vláda tvrdí, že nepokoje ve městě nevznikly spontánně, ale byly vyprovokovány třetí stranou.

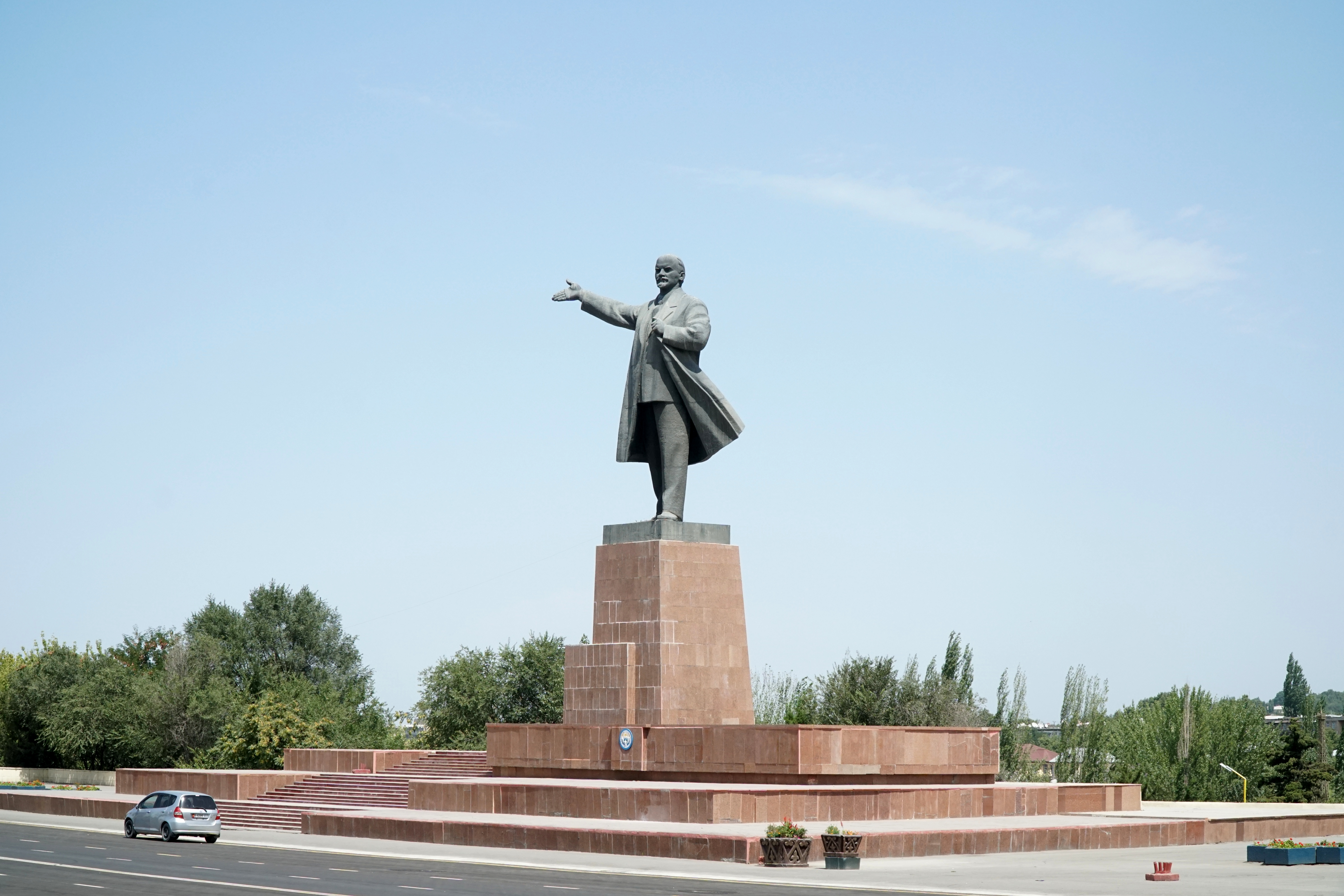
Socha Vladimira Iljiče Lenina

 Ve městě bývala patrně nejvyšší socha vůdce ruské revoluce Vladimira Iljiče Lenina. V červnu 2025 byla snesena.

## Významní rodáci
- Džamala (* 1983) – ukrajinská zpěvačka

## Partnerská města
- Džidda, Saúdská Arábie
- Istanbul, Turecko
- Petrohrad, Rusko